# Dhamnod
Dhamnod là một thị xã và là một nagar panchayat của quận Dhar thuộc bang Madhya Pradesh, Ấn Độ.

## Địa lý
Dhamnod có vị trí 22°13′B 75°28′Đ / 22,22°B 75,47°Đ Nó có độ cao trung bình là 163 mét (534 feet).

## Nhân khẩu
Theo điều tra dân số năm 2001 của Ấn Độ, Dhamnod có dân số 26.270 người. Phái nam chiếm 52% tổng số dân và phái nữ chiếm 48%. Dhamnod có tỷ lệ 60% biết đọc biết viết, cao hơn tỷ lệ trung bình toàn quốc là 59,5%: tỷ lệ cho phái nam là 68%, và tỷ lệ cho phái nữ là 51%. Tại Dhamnod, 15% dân số nhỏ hơn 6 tuổi.